# Satz von Mazur-Ulam
In der Mathematik ist der Satz von Mazur-Ulam ein Lehrsatz aus der Geometrie normierter Vektorräume.
Er besagt, dass eine surjektive Isometrie {\displaystyle f\colon V\to W} zwischen normierten Vektorräumen eine affine Abbildung sein muss.
Für (nicht notwendig surjektive) Isometrien des {\displaystyle \mathbb {R} ^{n}} und allgemeiner strikt konvexer Räume ist der Satz offensichtlich wahr: Für zwei Vektoren {\displaystyle v_{0},v_{1}\in V} ist {\displaystyle \Vert f(v_{1})-f(v_{0})\Vert =\Vert v_{1}-v_{0}\Vert =:r} und für jedes {\displaystyle t\in \left[0,1\right]} ist {\displaystyle v_{t}:=tv_{1}+(1-t)v_{0}} der einzige Vektor mit {\displaystyle \Vert v_{t}-v_{0}\Vert =rt,\Vert v_{1}-v_{t}\Vert =r(1-t)}. Weil {\displaystyle f} eine Isometrie ist, muss {\displaystyle f(v_{t})} der eindeutige Vektor mit {\displaystyle \Vert f(v_{t})-f(v_{0})\Vert =rt,\Vert f(v_{1})-f(v_{t})\Vert =r(1-t)} sein, also {\displaystyle f(v_{t})=tf(v_{1})+(1-t)f(v_{0})}. (Diese Eindeutigkeit gilt, wenn der normierte Vektorraum strikt konvex ist.) Damit ist {\displaystyle f} affin. Dieser elementare Beweis funktioniert nicht mehr für Isometrien beliebiger normierter Vektorräume. In diesem allgemeinen Fall wurde der Satz 1932 von Stanisław Mazur und Stanislaw Ulam bewiesen.